# Jerowaru (plaats)
Jerowaru is een bestuurslaag in het regentschap Oost-Lombok van de provincie West-Nusa Tenggara, Indonesië. Jerowaru telt 13.138 inwoners (volkstelling 2010).